# Памятник героям-пожарным Ленинграда
Памятник «Героям-пожарным Ленинграда» посвящён подвигу пожарных в годы блокады Ленинграда и Великой Отечественной войны.
В официальном описании памятника сказано, что он посвящён «брандмейстерам, погибшим во время Великой Отечественной войны в Ленинграде во время тушения пожаров, вызванных бомбежками и артиллерийскими обстрелами».
Размещается памятник по адресу Большой проспект Васильевского острова, дом 73, напротив пожарной части № 9.
Первоначально памятник находился во внутреннем дворе той же самой пожарной части и не был доступен для осмотра. Здесь его установили в 1981 году. На нынешнем месте памятник был установлен 14 апреля 2010 года в честь 65-летия Победы в Великой Отечественной войне.
Над памятником работали архитектор В. Д. Попов и скульптор Л. К. Лазарев.
Первоначально планировалось, что в качестве памятника пожарным Ленинграда будет установлена мемориальная доска, однако позднее в процессе работы скульптор, вдохновившись другой скульптурной работой — античной статуей «Лаокоон и его сыновья» — добился того, что решение было изменено, и он получил право создать памятник пожарным в виде скульптуры.

## Описание памятника
Памятник представляет собой полноростовую скульптурную композицию из фигур двух пожарных, выполненную из бронзы. Скульптура помещена на постамент из розового гранита. Один из огнеборцев держит в руках пожарный топор, второй показан в момент падения после ранения. Видно, что гибнущий пожарный уже выпустил из рук брандспойт, также изображённый в композиции.
Высота скульптуры 5 метров, высота постамента 81 сантиметр.На постаменте высечена надпись:
«Подвигу пожарных Ленинграда 1941—1945».